# 連灘中學
連灘中學，位於廣東省雲浮市鬱南縣連灘鎮。校址上最早建的學校名「喜泉書院」，是嘉慶九年（1804年）由當時知縣沈寶善倡建，候友建。當時校內有塊碑石俗叫「喜泉碑」，今已不存，但當時在校內挖的一口名為「喜泉井」的井至今仍在，井中依舊井水清冽。
1946年在連灘創辦的縣第六中學，1952年遷至原省立喜泉農業學校校址，1953年與位於千官的縣立第三中學合併，改稱郁南第三初級中學，1958年秋改為連灘中學。

## 喜泉井
位於廣東省鬱南縣連灘鎮連灘中學(「喜泉書院舊址」)。清嘉慶九年（1804年），知縣沈寶善倡議辦書院。相傳開辦之日，先打井找水源，得一泉水，川流不息，水質清冽，宜於飲用，久旱不竭，冬暖夏涼。因「喜得清泉」而得名。 1947年，時任喜泉農業職業學校校長葉光美為井立碑題字。碑文為「唯此喜泉，水甘而冽。鑿自幽清，四時不竭。員生三百，以食以潔，取之無禁，用亦不竭。相傳飲此能延年，願我飲者常喜悅。」